# Orle (Szklarska Poręba)

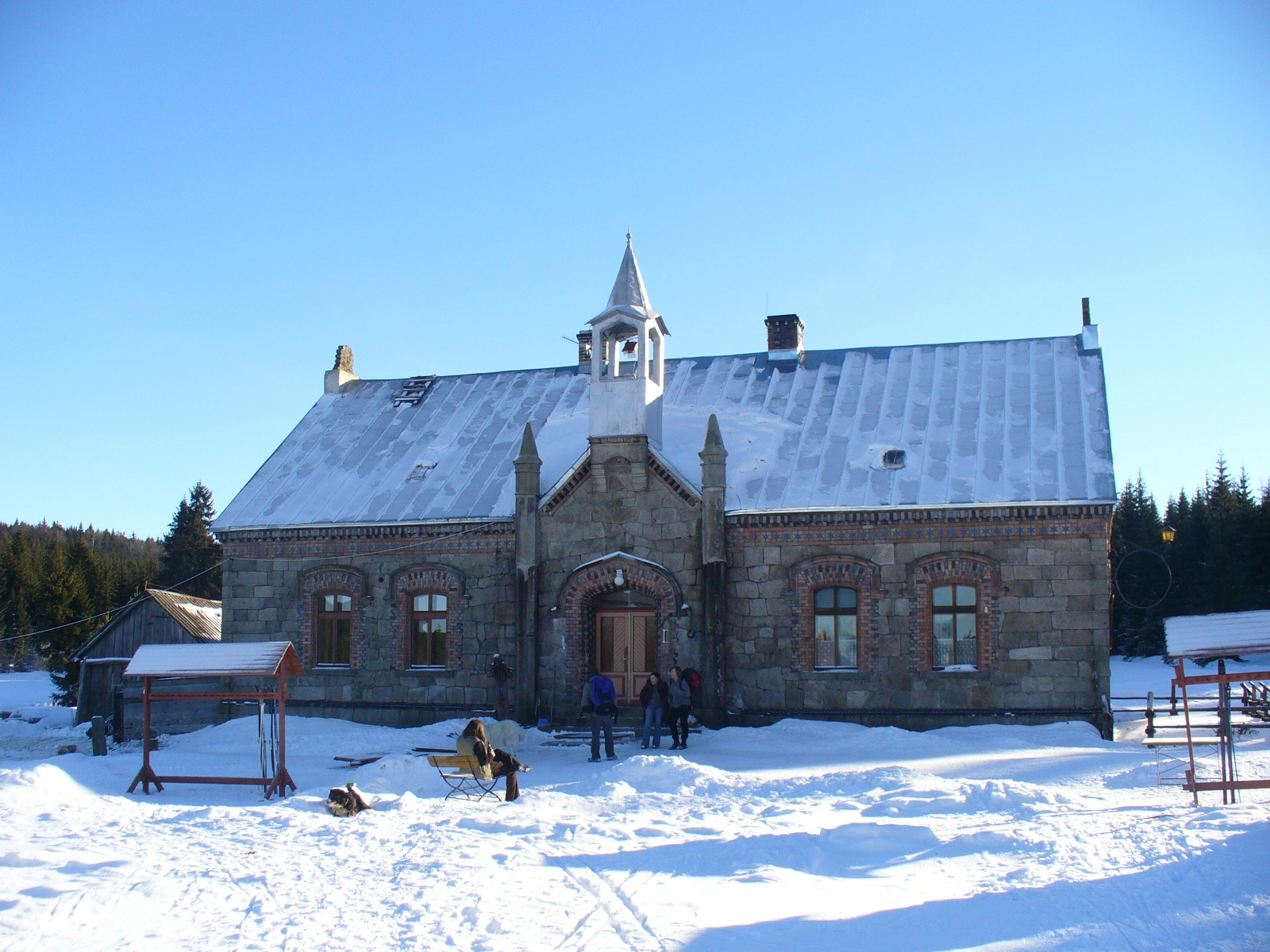
Orle-Hütte

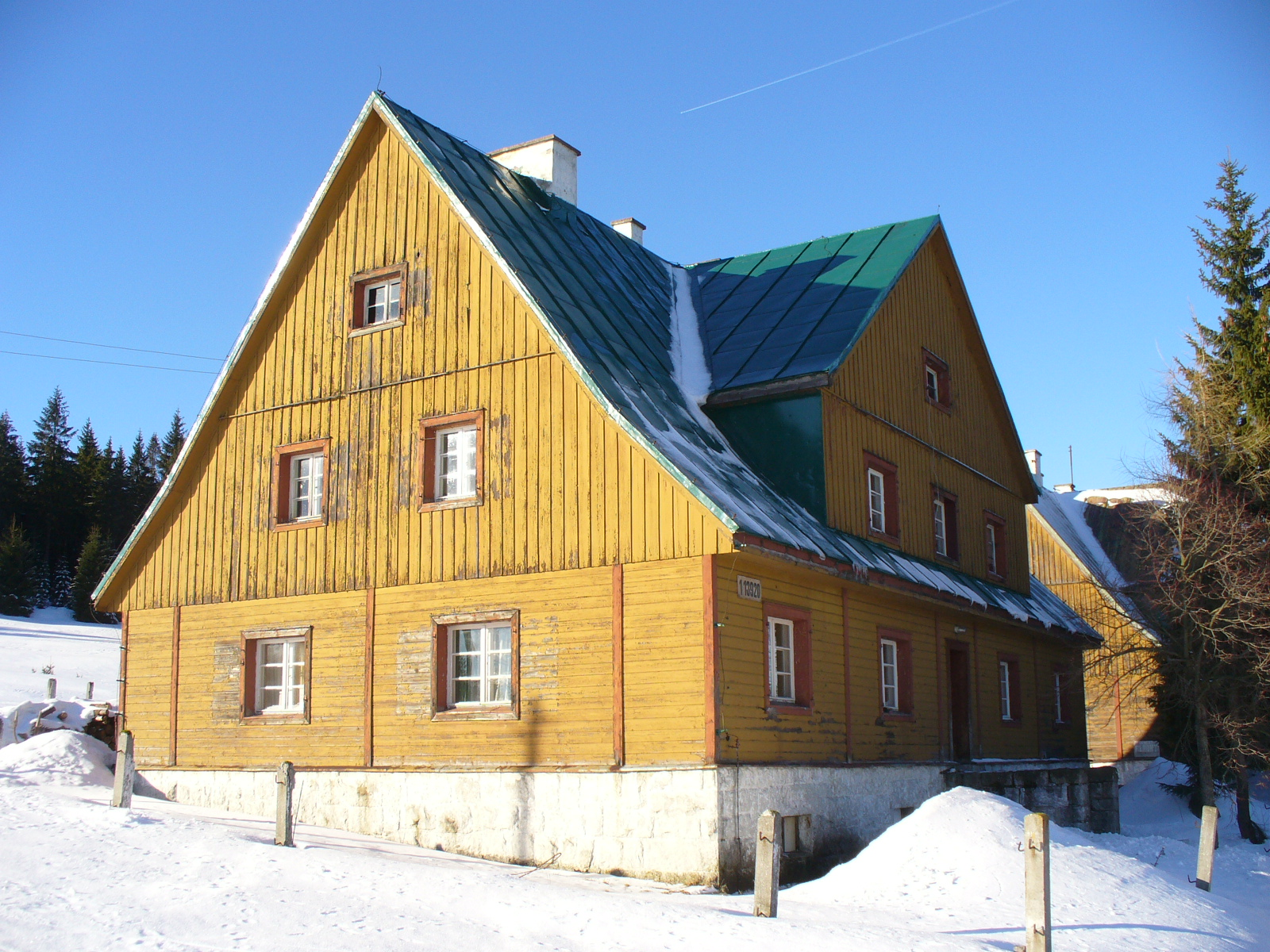
Haus Glogau

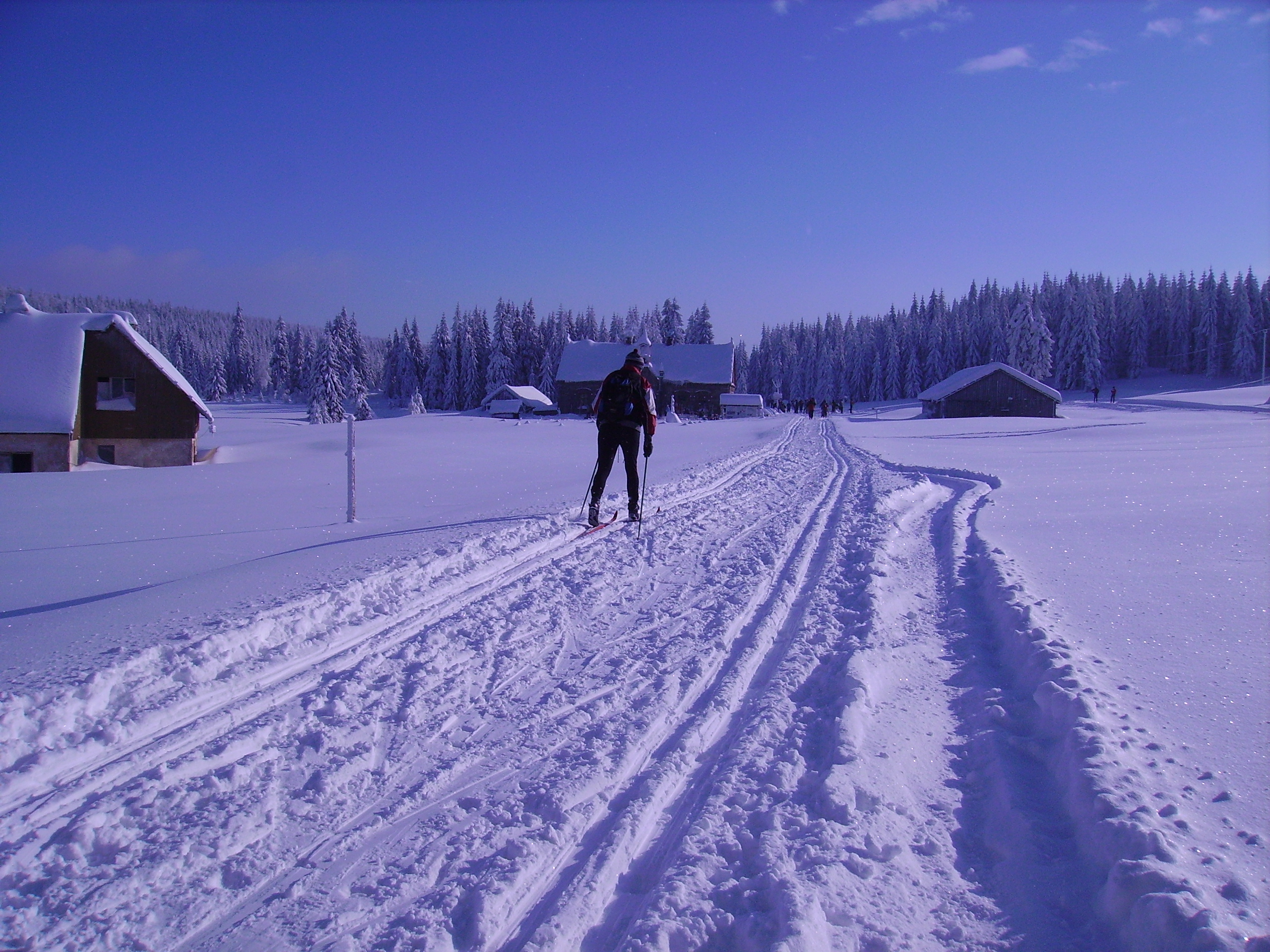
Im Winter

Orle (deutsch Carlsthal, auch Karlsthal) ist eine Wüstung auf dem Gemeindegebiet von Szklarska Poręba (Jakuszyce) im südwestlichen Polen in der Woiwodschaft Niederschlesien. 

## Geographie
Die Wüstung liegt auf ca. 840 Meter über NN auf einer kleinen Alm im Hohen Iserkamm im Isergebirge an dem Oberlauf der Iser. Auf der anderen Iserseite in Tschechien befindet sich Jizerka. Wenige Kilometer flussaufwärts auf der polnischen Seite befindet sich die Wüstung Wielka Izera.

## Geschichte
Die Siedlung wurde 1754 von Johanna Catherina Preussler, der Witwe von Georg Sigmund Preussler, gegründet, aus der Glasmacherfamilie Preußler die auf Geheiss von Karl Gotthard Schaffgotsch Glashütten, die sich zuvor im Tal des Zackens befunden haben, hierher verlegt hat. Quarz, Holz und Wasser war hier in großen Mengen vorhanden. Problematisch gestaltete sich jedoch der Transport der Glasprodukte ins Tal. 1843 wurde neben der Hütte eine Herberge errichtete, die noch bis 1945 betrieben wurde und von Gerhart Hauptmann in Und Pippa tanzt verewigt wurde. 1860 entstand das Forsthaus, das erhalten ist und heute als Bergbaude Orle-Hütte genutzt wird und eine kleine Sammlung zur ehemaligen Glashütte beherbergt. Die Glashütte selbst wurde jedoch 1891 von den Schaffgotsch aufgegeben und die Siedlung verlassen. In den 1930er Jahren entstanden die Gebäude Breslau und Glogau des deutschen Grenzschutzes. Nach der Annexion des Sudetenlandes verließ der Grenzschutz den Ort und die Gebäude dienten der Wehrmacht und dem Reichsarbeitsdienst als Erholungsheime und Lebensmittellager. 1945 besetzte die Rote Armee den Ort und die verbliebenen Bewohner wurden umgehend nach Schreiberhau umgesiedelt. Später übernahm der Polnische Grenzschutz den Ort und die ehemalige Siedlung wurde bis 1990 militärisches Sperrgebiet. Während der Kubakrise wurden hier 1961 kurzzeitig ca. 120 Personen untergebracht. Heute ist die Familie der Almwirte die einzigen Bewohner der Wüstung. Bis zum Beitritt Polens und Tschechiens zum Schengenraum 2007, befand sich hier der Grenzübergang Orle-Jizerka.